# Louis Beel
Louis Joseph Maria Beel (Roermond, 12 april 1902 – Utrecht, 11 februari 1977) was een Nederlandse politicus voor de RKSP en later voor haar opvolger de KVP. Hij was tweemaal minister-president van Nederland, in de periodes 1946-1948 en 1958-1959.

## Opleiding en vroege carrière
Beel behaalde in 1920 het diploma gymnasium-B aan het Bisschoppelijk College te Roermond. Hij was daarna werkzaam op de gemeentesecretarie van de gemeente Roermond. In 1924 werd hij secretaris van mgr. P.J.M. Gils, de eerste bisschoppelijk inspecteur van het bijzonder katholiek lager onderwijs in Limburg. In dit jaar schreef Beel zich ook in als rechtenstudent aan de Roomsch-katholieke Universiteit van Nijmegen.
In 1925 werd hij benoemd tot ambtenaar aan de Provinciale Griffie van Overijssel, nadat een sollicitatie naar het secretarisambt van de gemeente Deurne op niets was uitgelopen. Na het behalen van het doctoraalexamen rechten in 1928, was hij vanaf 1929 werkzaam bij de gemeentesecretarie van Eindhoven, sinds 1934 als plaatsvervangend gemeentesecretaris. In 1935 promoveerde hij tot doctor in de rechtsgeleerdheid op het proefschrift Zelfbestuur of afhankelijke decentralisatie?; promotor was P.W. Kamphuisen.
Toen Eindhoven in 1942 een NSB-burgemeester kreeg, nam Beel vrijwillig ontslag, en begon aan huis een bureau voor bestuursrecht.

## Minister
Vanaf 23 februari 1945 was hij minister van Binnenlandse Zaken in het kabinet-Gerbrandy III en het kabinet-Schermerhorn-Drees. Van 3 juli 1946 tot 7 augustus 1948 was hij minister-president van het kabinet-Beel I.
Daarna was Beel in 1948 en 1949 Hoge Vertegenwoordiger van de Kroon in Nederlands Oost-Indië. Als zodanig was hij verantwoordelijk voor de Tweede Politionele actie (Operatie Kraai), waarbij grote delen van de Nederlandse krijgsmacht zich te buiten gingen aan excessief geweld jegens burgers en revolutionaire strijders aan Indonesische zijde.
Hij was van 1949 tot 1951 hoogleraar in het bestuursrecht en de bestuurskunde aan de Universiteit van Nijmegen. Hij was ook van 1950 tot 1951 voorzitter van het Landelijk Sociaal-Charitatief Centrum.
Vanaf 6 december 1951 was hij opnieuw minister van Binnenlandse Zaken in het tweede en het derde kabinet-Drees. Op 7 juli 1956 trad hij af als minister vanwege zijn deelname in de Commissie van Drie, die onder zijn voorzitterschap onderzoek zou doen naar de problematiek die later de Greet Hofmans-affaire is gaan heten. Op 21 november 1956 werd Beel tot minister van Staat benoemd.
Na het lidmaatschap van de Commissie van Drie werd hij regeringscommissaris voor de omroep, opnieuw voorzitter van het Landelijk Sociaal-Charitatief Centrum en curator van de Universiteit van Nijmegen. Ook bekleedde hij enkele commissariaten in het bedrijfsleven.
In oktober 1956 werd hij lid van de Raad van State. Na de val van het vierde kabinet-Drees was hij van 22 december 1958 tot 19 mei 1959 minister-president, tevens minister van Algemene Zaken, van het kabinet-Beel II.

## Vicepresident van de Raad van State
Van 1959 tot 1972 was hij vicepresident van de Raad van State. Door de lange duur van zijn vicevoorzitterschap van dit college - de facto heeft de vicevoorzitter de dagelijkse leiding van het college - en zijn betrokkenheid bij vele kabinetsformaties in die periode tot in 1973 toe, werd hij wel "onderkoning" genoemd.
Louis Beel werd onder andere benoemd tot minister van Staat en ontving het grootkruis in de Orde van de Nederlandse Leeuw en de Orde van Pius.
In de zomer van 1976 werd bij Beel leukemie vastgesteld. Hij overleed op 11 februari 1977 op 74-jarige leeftijd. Een dag voor zijn overlijden hadden prinses Margriet en haar echtgenoot Pieter van Vollenhoven hem nog op zijn sterfbed bezocht.

## Privéleven
Beel trouwde in 1925 in Den Bosch met de zeven jaar oudere Jet van der Meulen, die hij via haar moeder, een buurvrouw van hem, had ontmoet. Beels schoonmoeder trok al snel bij hen in en hielp hen met de kinderen die al snel volgden. De oudste twee, Jos en Wiesje, bleken net als de kinderen van Jets zussen geestelijk gehandicapt. Na hun geboorte volgden nog twee dochters, Margriet en Marijcke, die geestelijk gezond waren. Na het overlijden van hun grootmoeder had het gezin continue ondersteuning van kindermeisjes die tevens als huishoudster optraden.
Tussen het echtpaar Beel ontstond al snel grote wrijving door de nauwe (werk)relatie die Beel onderhield met zijn secretaresse Mia Vlemmings. Een echtscheiding kon enkel voorkomen worden doordat Edmond Beel Jet overtuigde daarvan af te zien.
Jet kreeg vanaf het einde van de jaren vijftig te maken met Ziekte van Alzheimer en werd vanaf 1965 opgenomen. Ze overleed in 1971. Beel zou pas in 1977 overlijden en besloot een groot gedeelte van zijn privéarchief te laten verbranden vlak voor zijn dood. Vooral over zijn gezin zijn weinig stukken bewaard gebleven.

## Trivia
- De NS-locomotieven van de 2600 serie (gebouwd in de jaren 50) werden de "Beelen" genoemd. De reden was de gelijkenis van hun voorzijde met het hoge voorhoofd van Beel.
- Louis Beel was een broer van de Limburgse hulpbisschop Edmond Beel.
- Zijn moeder, Anna Maria Allegonda Rutten, was een nicht van Tweede Kamerlid Peter Johannes Rutten.
- In 1967 werd hij, samen met Jo Cals, tot ereburger van Roermond benoemd.
- Wim Kan maakte het grapje dat koningin Juliana een paar telefoonnummers op haar telefoon had geplakt: Politie, brandweer, dr. Beel.